# Vojtěch Sedláček

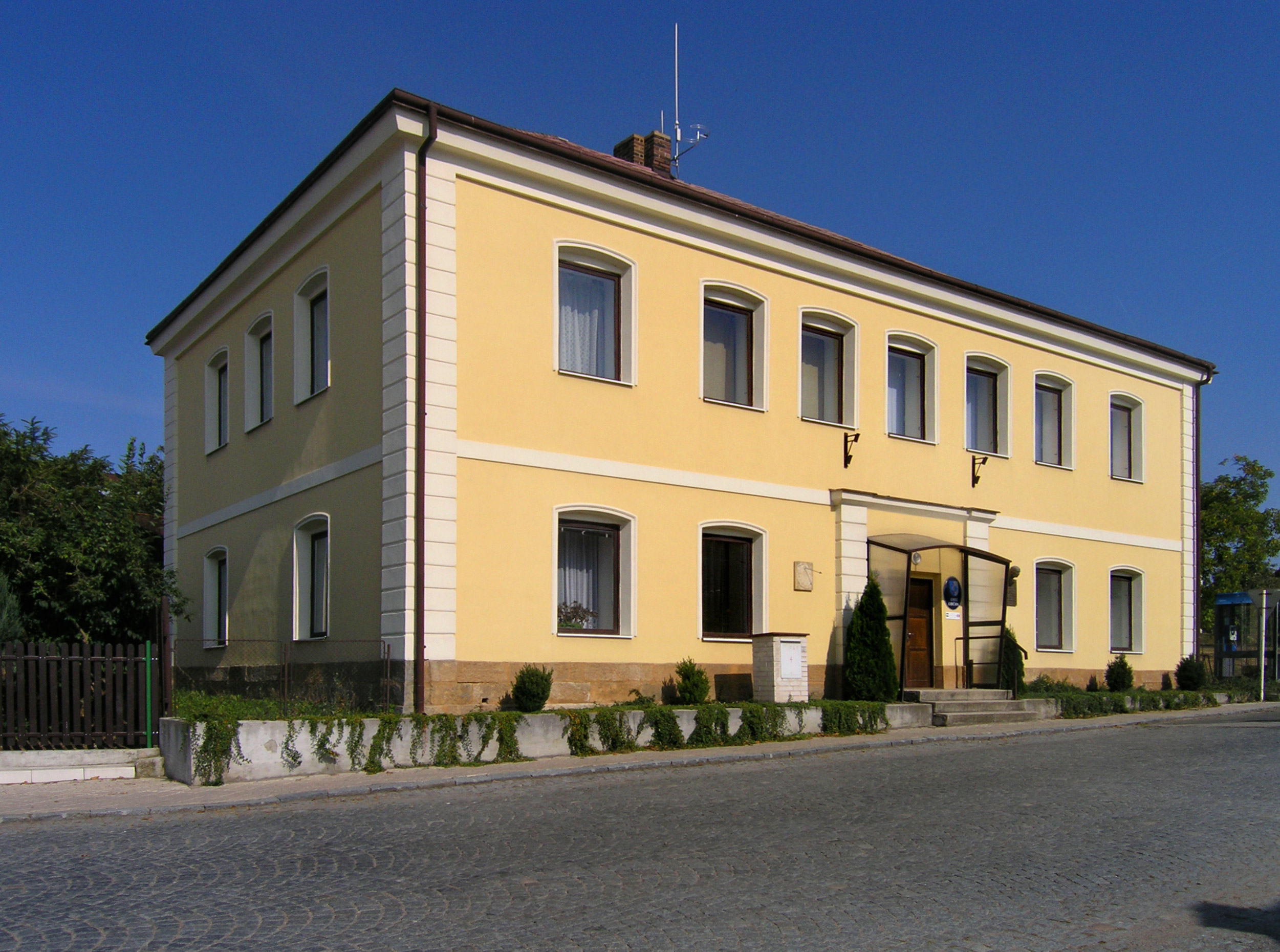
Rodný dům Vojtěcha Sedláčka

Vojtěch Sedláček (9. září 1892, Libčany – 3. února 1973, Praha) byl český ilustrátor, grafik a malíř zejména krajiny východních Čech.

## Život
Vojtěch Sedláček se narodil v budově dnešního obecního úřadu v Libčanech, která byla postavena v roce 1877 jako škola. Školní kronika jmenuje na svých stránkách několik významných učitelů i žáků. Ve škole působil od roku 1904 ve funkci řídícího učitele Antonín Sedláček (1849–1929) otec národního umělce, malíře Vojtěcha Sedláčka, který se zde narodil 9. září 1892 jako nejmladší ze sedmi dětí.
Vojtěch Sedláček studoval na reálném gymnáziu v Hradci Králové. Jeho výtvarné nadání zaujalo profesora kreslení Antonína Hudce, který ho doporučil ke studiu na Akademii výtvarných umění v Praze. Zde studoval do roku 1919 na všeobecné škole vedené Janem Preislerem a od roku 1916 v grafické speciálce Maxe Švabinského. V roce 1918 složil zkoušky na středoškolskou profesoru kreslení a působil pak na gymnáziích jako profesor kreslení. V roce 1916 začíná vystavovat s Uměleckou besedou a v roce 1919 se stává členem Hollara.
V roce 1925 se oženil s Marií Serbouskovou, textilní výtvarnicí v oboru paličkované krajky. O rok později odešel na zdravotní dovolenou. Začal pracovat jako samostatný umělec. V Javornici v Orlických horách si se ženou zřídili ve stavení jejích rodičů letní byt, v němž pak každým rokem trávili většinu času od jara do zimy. V roce 1930 odešel Sedláček z vážných zdravotních důvodů na trvalý odpočinek, ale nepřestal malovat. Účastnil se mnoha výstav v Československu i v cizině. V roce 1933 si koupil prvního koně a vozík, jenž mu sloužil k vyjížďkám do okolí Javornice za malířskými motivy. V zimě pobýval v Praze ve svém bytě s ateliérem v Domě umělecké besedy.
Stálou expozici má ve svém ateliéru v Javornici, kde se nachází Památník Marie a Vojtěcha Sedláčkových.

## Dílo
Vojtěch Sedláček zaujímá mezi řadou malířů, kteří ztvárňovali krajinu východních Čech, výjimečné místo. Znal dobře lopotný život na venkově, zvyky, životní radosti a starosti. Jedinečnost jeho děl spočívá ve spojení krajiny s člověkem. Nejčastějším námětem je česká krajina, viděná v rytmu každodenní práce. Byl také činný jako ilustrátor. Zvláště známé jsou jeho živé ilustrace v knize bratří Mrštíků Rok na vsi. Jeho obrazy českého venkova, které zachycují odpočívajícího koně s pluhem, oráče s koňmi, koně s bryčkou nebo s fůrou obilí na žebřiňáku, venkovany, kteří ručně sklízejí úrodu, patří již vlivem mechanizace minulosti. Každá Sedláčkova kresba, kvaš nebo tempera vyjadřuje přesvědčivě v čistých a svěžích barvách a pružném štětcovém rukopise život venkova. Typická forma a barva Sedláčkova se utvářela pod vlivem francouzského fauvismu (zejména R. Dufy). Poměrně vzácné jsou jeho oleje, ve kterých v první polovině dvacátých let sleduje společnou cestu s V. Radou. Zřejmě prodělaná těžká plicní nemoc a její následky jej vedly k tomu, že od druhé poloviny dvacátých let se olejomalbě věnuje spíše výjimečně. Vzácně se vyskytující oleje, obvykle menších formátů, Úvoz (1929), Koně na poli (1933), Kvetoucí třešně (1933), K podzimu (1956) však ukazují, že i v této technice dokázal dosáhnout stejné lehkosti kresby a svěžesti barev jako v temperách a kvaších.

## Samostatné výstavy
- 1925 – Výstava kreseb a akvarelů Vojtěcha Sedláčka, Topičův salón, Praha.
- 1930 – Vojtěch Sedláček: výstava ilustrací a kreseb, Krásná jizba Družstevní práce, Praha.
- 1936 – Vojtěch Sedláček a Vlastimil Rada, Dům umění v Ostravě, Moravská Ostrava.
- 1943 – Vojtěch Sedláček: Dílo z let 1916-1942, Umělecká beseda, Výstavní síň Svazu českého díla, Praha.
- 1952 – Vojtěch Sedláček: Kresby a litografie, Dům umění v Brně, Brno.
- 1953 – Vojtěch Sedláček: Výstava obrazů k malířovým šedesátinám, Alšova síň Umělecké besedy, Praha.
- 1958 – Vojtěch Sedláček: Obrazy z let 1943-1958, Mánes, Praha.
- 1962 – Vojtěch Sedláček: Obrazy, Krajská galerie Hradec Králové,Hradec Králové.
- 1972 – Vojtěch Sedláček: Krajina a lidé, Galerie V. Špály a Galerie Hollar, Praha.
- 1995 – Vojtěch Sedláček, Galerie Peithner-Lichtenfels, Praha.

## Ocenění
Za svého plodného života se dočkal mnoha uznání. Obdržel čestnou cenu Umělecké besedy v letech 1935 a 1937, stal se čestným členem SČUG Hollar v roce 1955 a získal čestný diplom na mezinárodní výstavě v Paříži v roce 1937. Dále se stal laureátem Státní ceny za krajinářskou tvorbu v roce 1954 a Národním umělcem za celoživotní malířské a grafické dílo v roce 1959. V roce 1962 mu byl propůjčen Řád republiky.
Vojtěch Sedláček zemřel 3. února 1973 v Praze a jeho ostatky jsou uloženy na hřbitově v rodných Libčanech.